# Sarzedo (Arganil)
Sarzedo es una freguesia portuguesa del concelho de Arganil, con 11,59 km² de superficie y 731 habitantes (2001). Su densidad de población es de 63,1 hab/km².